# Blondie of the Follies
Blondie of the Follies è un film del 1932 diretto da Edmund Goulding.

## Trama
Blondie McClune vive a New York nella modesta casa dei genitori. Quando l'amica Lottie Callahan, in visita nel vecchio quartiere popolare dove entrambe sono cresciute, la invita nel suo elegante appartamento di Manhattan, Blondie resta affascinata dal nuovo ambiente dove conosce anche Larry Belmont. Il giovane, che vuole offrire alla nuova amica delle occasioni per farle fare carriera, le combina subito un incontro a cena con il ricco petroliere Murcheson, facendo irritare Lottie. L'accompagna poi a teatro, riuscendo a farla assumere nel corpo di ballo. Lottie - che a Broadway si fa chiamare Lurlene Cavanaugh - comincia ad arrabbiarsi sul serio, gelosa dei successi dell'amica. La quale finisce la serata festeggiando insieme all'immancabile Larry in uno speakeasy, un locale clandestino dove si può bere alcolici. Ubriaca fradicia, Blondie viene accompagnata a casa dal suo cavaliere. Ma papà McClune non apprezza e butta l'uomo fuori di casa. Blondie se ne va via, decisa a intraprendere una carriera che la porti al successo. Da Lottie, scopre che l'amica è gelosa di lei a causa di Larry, che lei ama veramente. Arriva poi anche suo padre, che riconosce di essere un uomo troppo all'antica; così, anche se con scarso entusiasmo, dà alla figlia la sua benedizione, lasciandola libera di trovare da sola la sua strada nella vita. La ragazza, insieme a Lottie, si reca sullo yacht di Murcheson, ma Larry non crede che quello sia l'ambiente adatto per una brava ragazza come Blondie che, alla fine, dopo essere finita in acqua litigando con Lottie, rinuncia a Larry, promettendo di trovarsi un altro uomo.
Passano tre mesi. Blondie è diventata una delle beniamine delle Follies e ora anche lei ha un elegante appartamento di cui si pavoneggia. Vi invita Larry e Lottie, cercando di farli riconciliare. La giovane organizza un ricevimento ma, durante il party, le arriva la notizia di un incidente sul lavoro del padre. L'uomo soffre di cuore e, poco dopo, muore. Larry, intanto, ha deciso di partire per l'Europa. Le due amiche si trovano di nuovo in competizione e Lottie, durante lo spettacolo, provoca un incidente che fa finire in ospedale Blondie. Quando viene dimessa, la ragazza viene visitata da alcuni gentiluomini accompagnati da Larry. Anche se non vuole vederlo, scopre con sorpresa che quegli uomini sono degli specialisti chiamati dal giovane che, innamorato di lei, ha deciso di sposarla.

## Produzione
Il film fu prodotto dalla Metro-Goldwyn-Mayer (MGM) e dalla Cosmopolitan Productions di William Randolph Hearst.

### Cast
Le due interpreti femminili, Marion Davies e Billie Dove, erano entrambe due ex Ziegfeld Girl, avendo iniziato la loro carriera sui palcoscenici di Broadway negli spettacoli del celebre impresario teatrale. Fu l'ultimo film per Billie Dove che si ritirò a vita privata per sposare il magnate del petrolio Robert Kenaston.

## Distribuzione
Distribuito dalla Metro-Goldwyn-Mayer (MGM), il film uscì nelle sale cinematografiche USA il 1º settembre 1932, qualche settimana dopo la morte di Florenz Ziegfeld, il più celebre impresario della rivista musicale di Broadway, che era mancato il 22 luglio.